# Erythrodiplax gomesi
Erythrodiplax gomesi ist eine Libellenart aus der Unterfamilie Sympetrinae. Die Art wurde 1946 von Newton Dias dos Santos beschrieben und in die Basalis-Gruppe eingeordnet. Das Epitheton ehrt Alcides Lourenço Gomes. Die Larve ist bis heute unbekannt.

## Merkmale
Bei beiden Geschlechtern misst der Hinterleib um die 16 Millimeter und ist größtenteils dunkelbraun; nur die Unterseite der ersten drei Segmente ist, wie auch die Oberseite des ersten Segments gelb. Auf beiden Seiten findet sich zudem noch ein vom ersten bis zehnten Segment reichendes dunkel-gelbes Band, das jeweils an den Segmentübergängen unterbrochen ist. Auf der Oberseite des zweiten und am hinteren Ende des dritten Segmentes finden sich bei den Männchen rote, bei den Weibchen orange Male. Die Form des Hinterleibes ähnelt bei den Männchen im Bereich der ersten drei Segmente einer Handspindel, danach verengt sich der Hinterleib, um sich gegen die Spitze hin wieder zu weiten. Bei den Weibchen ist der Hinterleib gleichförmiger. Die dunkelgelben Hinterleibsanhänge der Männchen messen 1,2 Millimeter. Von oben gesehen, verjüngen sie sich langsam zur Spitze hin, wobei der untere Anhang stark konkav ist. Die Genitalien der Männchen befinden sich auf dem zweiten Segment und sind gelb.
Der Rumpf ist gelb, wobei der Prothorax hellgelb und der Synthorax orange-gelb bis rötlich ist. Bei den Weibchen geht das Rot des Synthorax ins Feuerrote und ist stärker ausgeprägt. Die Beine sind dunkelrostrot, wobei der Schenkelring (Trochanter) heller ist. Auf dem vordersten Beinpaar sind die Innenseiten der Schenkel gelblich. Bis auf einen goldgelbenen Fleck am Ansatz sind die Flügel durchsichtig. Das 2,5 bis 3 Millimeter lange Flügelmal ist wie auch die Membranula hellbraun. Die Flügel des vorderen Paares messen 21–22 mm × 5,5 mm bei den Männchen und 20 mm × 5,5 mm bei den Weibchen; die hinteren Flügel sind etwas breiter und gut einen Millimeter kürzer.
Im Gesicht sind die Männchen, im Bereich der Unterlippe rostrot, im Bereich der Oberlippe, des Kopfschildes, der Stirn, des Scheitels und des Hinterkopfes dunkelrostrot gefärbt. Auf der Stirn sowie auf dem Scheitel legt sich darüber noch ein metallischer blauer bis violetter Schimmer. Bei den Weibchen sind zwei Varianten beschrieben. In der ersten Variante folgt die Färbung jener der Männchen. In der zweiten Variante ist die Stirn und der Scheitel schwärzlich blau-metallisch gefärbt. Der Rest ist mit Ausnahme des Anteclypeus dunkelbraun.

## Ähnliche Arten
Erythrodiplax gomesi ähnelt Erythrodiplax chromoptera, Erythrodiplax anomala und Erythrodiplax branconensis.